# Mayorella pussardi
Mayorella pussardi is een soort in de taxonomische indeling van de Amoebozoa. Deze micro-organismen hebben geen vaste vorm en hebben schijnvoetjes. Met deze schijnvoetjes kunnen ze voortbewegen en zich voeden. Het organisme komt uit het geslacht Mayorella en behoort tot de familie Paramoebidae. Mayorella pussardi werd in 1981 ontdekt door A. Hollande, G. Nicolas & J. Escaig.